# عدسی ناکروی

به لبه‌ها دقت کنید.

عدسی ناکُروی یا عدسی ناکُره‌ای (به انگلیسی: Aspherical lens) لنز کروی (اصلاح‌شده) است که لبه‌های آن تخت شده، به‌گونه‌ای که یک کُرۀ کامل نیست و تصویری عالی و بدون عیوبِ عدسی‌های معمولی ایجاد می‌کند. یعنی عیوب عدسی های کروی را دارا نیست و عیوب آن برطرف شده است 